# Confédération brésilienne de judo
La Confédération brésilienne de judo (en portugais : Confederação Brasileira de Judô), est l'organe national chargé de gérer et de promouvoir la pratique du judo au Brésil. Elle a été fondée le 18 mars 1969 et est affiliée à la Fédération internationale de judo. Le président est Paulo Wanderley Teixeira depuis 2013.
Le siège de l'organisme brésilien se trouve à Rio de Janeiro.

## Judokas brésiliens
- Tiago Camilo (né le 24 mai 1982), champion du monde
- Sarah Menezes (né le 26 mars 1990), championne olympique
- Luciano Corrêa (né en 1982), champion du monde 2007